# Olszownica
Olszownica est une localité polonaise de la gmina de Baćkowice, située dans le powiat d'Opatów en voïvodie de Sainte-Croix.